# Adrián Chauque
Adrián César Chauque Tacacho (Tarija, Bolivia, 2 de julio de 1956) es un cantante de origen boliviano de cumbia. 
Conocido por ser el líder y vocalista del grupo Adrián y los Dados Negros.

## Orígenes
Nació en Tarija, Bolivia. A los dos años de edad se radicó en Argentina junto a su madre y sus cuatro hermanos. Vivió en San Salvador de Jujuy y luego en Perico. En Jujuy pasa su infancia, trabajando en el oficio de recolector de caña, lustrabotas y vendedor de empanadas. 
Posteriormente su familia se establece en Buenos Aires, donde trabaja de cocinero y albañil, logrando estudiar canto gracias a sus ahorros.

## Adrián y los Dados Negros
En 1981 conforma, con su hermano Santos, el grupo Adrián y los Dados Negros, que se convierte en su máximo emblema. 
El 6 de mayo de 1985 se presenta en Fantástico Bailable de Buenos Aires, logrando un meteórico ascenso en su carrera en la Movida Tropical.
Llegó a Chile en julio de 1993 presentándose en Calama y más tarde en La Pampilla de Coquimbo. Luego de estas presentaciones terminó radicándose en el país por más de 17 años, convirtiéndose rápidamente en uno de los artistas más queridos del medio. Además, era constantemente invitado a estelares de televisión por su simpatía y buen humor, dadas las bromas por su apariencia.
Fue invitado por Don Francisco en 1996 y 1998 para el show de clausura de la Teletón, logrando récords de audiencia. El famoso animador será vital en la fama de Adrián, ya que junto a Alberto Plaza crean la canción ¿Por qué me siguen las mujeres?. Esta canción continúa realizando ganancias, que son donadas íntegramente para Teletón.
Sus éxitos en Chile son considerables, donde se trasformó en récord con más de 1.5 millones de discos vendidos con Tarjetita de invitación y más de 2 millones de discos con el éxito ¿Por qué me siguen las mujeres?. Igualmente se cuentan otros sencillos emblemáticos como Chica vacilona, Pastorcita, El venao, Santo cachón, Lunita dame platita, Que no quede huella, La brujita, El fotógrafo (Quién te mostró el pajarito), entre otras. 
Fue parte del programa Morandé con Compañía durante siete temporadas.
Tras el Terremoto de 2010 decidió dejar Chile y volver a Argentina, aunque constantemente visita el país. 
En 2017 participó del casamiento del futbolista argentino Carlos Tévez, logrando gran exposición mediática en Argentina.
Se mantiene trabajando, junto a su hija Déborah, en diversos proyectos discográficos. Habitualmente se presenta en Chile, Argentina, Bolivia, Uruguay, Estados Unidos, entre otros países.

## Discografía
- Adrián y Los Dados Negros (1987) - LEADER MUSIC
- Volveré (1988) - LEADER MUSIC
- El fenómeno (1989) - LEADER MUSIC
- El gigante del norte (1990) - LEADER MUSIC
- El matador (1991) - LEADER MUSIC
- Aguante (1992) - LEADER MUSIC
- Grandes Éxitos (1992) - LEADER MUSIC
- La furia de un volcán (1993) - LEADER MUSIC
- Estrechéz de corazón (1993)
- Vacilando con... Adrián!!! Toda la noche (1993)
- Nadie me verá llorar (1995) - LEADER MUSIC
- Vacilando De nuevo con Adrián!!!! y sus Dados Negros... Saborrr (1995)
- Santo Cachón (1997)
- Chico sexy (1997)
- ¿Por qué me siguen las mujeres? (1997) - LEADER MUSIC
- Mi gran amor - 16 grandes éxitos
- Vacilando (1998)
- Lo mejor de los mejores - 14 super éxitos originales (2001) - LEADER MUSIC
- ¡Oye, Chica Vacilona! (2003)
- ¡La rompe! (2004) - LEADER MUSIC
- El regreso (2005) - MAGENTA
- Le canta a su pueblo (2005) - MAGENTA
- El magnífico (2006) - GUYANI PRODUCCIONES
- 20 Grandes Éxitos (2007) - LEADER MUSIC
- Megamix (2008) - LEADER MUSIC
- Vuelve el Gigante del Norte (2009) - GARRA RECORDS
- Grandes Éxitos del gigante del Norte (2009) - GARRA RECORDS
- Adrián: Éxitos: Cumbias buenas: Volumen I (2012)
- Los Gigantes Del Norte (2013) - PROEL MUSIC
- El Amor de mi Vida (2019)
- Ya no vives en mi (2021) - ARMANDO STUDIO DIGITAL